# ترنبال ۷۸۶۳
سیارک ۷۸۶۳ (به انگلیسی: 7863 Turnbull، نامگذاری:1981VK) هفت هزار و هشتصد و شصت و سومین سیارک کشف شده‌است که در ۲ نوامبر ۱۹۸۱ کشف شد.
قدر مطلق سیارک برابر ۱۳٫۰۰ است.